# С-148
«Северя́нка» — советская дизель-электрическая подводная лодка пр. 613. Построена в 1953 году, получила обозначение С-148. В 1957 году была переоборудована в научно-исследовательское судно и 14 декабря 1958 года передана Всесоюзному научно-исследовательскому институту морского рыбного хозяйства и океанографии (ВНИРО). «Северянка», формально принадлежавшая ВНИРО, на самом деле продолжала оставаться в составе ВМФ СССР и обслуживалась военной командой. Предназначалась для изучения промысловых рыбных скоплений и отработки способов их поиска и траления. Была оснащена уникальной системой для визуальных подводных наблюдений, подводным телевидением, эхолотами и шумопеленгаторами. Имела специальную систему стабилизации глубины погружения (до 180 м), систему отбора проб воды и грунта в подводном положении.
В 1958—1966 годах совершила 10 научных походов в Атлантику и Баренцево море суммарной продолжительностью 9 месяцев, пройдя 25 тыс. миль. В каждом походе участвовало 5—9 научных работников (не считая штатного экипажа подводной лодки); всего в походах участвовало 45 учёных. В результате первого похода под руководством Владимира Ажажа кинооператором Серафимом Масленниковым, его участником, был создан документальный фильм «Первый рейс» (1959).
В 1967 году лодка была возвращена ВМФ, была выведена из боевого состава в 1969 году и использовалась как стационарное учебно-тренировочное судно, была исключена из состава ВМФ в 1998 году.
В Советском Союзе подводная лодка «Северянка» была весьма известна в кругах любителей стендового моделирования в 1970—1980-х годах. В то время набор для сборки пластиковой модели-копии «Северянки» находился в широкой продаже, и ввиду простоты данной модели набор был рекомендован начинающим моделистам-любителям.